# Pino Belleri
Giuseppe Belleri, detto Pino (Darfo Boario Terme, 10 gennaio 1953), è un giornalista italiano, ex direttore di Visto e Oggi.

## Biografia
Studente di medicina, inizia la professione a Bergamo-oggi, dove lavora a fianco di Vittorio Feltri e Maurizio Belpietro . Assunto in RCS MediaGroup, a La Domenica del Corriere, fa carriera prima a Visto (settimanale nato nel 1989 dalle ceneri della Domenica del Corriere) poi a Oggi, fino a diventare vicedirettore e uomo di fiducia dello storico direttore Paolo Occhipinti. Tra i suoi "scoop", il memoriale scritto a quattro mani con Cesare Casella, in cui il giovane pavese raccontava i giorni i 743 giorni trascorsi nelle mani dei rapitori. 
Nel 1999 viene promosso alla direzione di Visto, trasformandolo, sulla scia della breve direzione di Occhipinti, da giornale tutto dedicato alla cronaca in settimanale di gossip e spettacolo. 
Nel luglio 2005 assume il ruolo di direttore di Oggi, succedendo a Occhipinti. Coinvolto in varie polemiche per il taglio anti-berlusconiano del periodico da lui diretto, viene rimosso dalla direzione nel novembre 2008 e sostituito da Andrea Monti, restando per qualche anno in RCS come consulente editoriale. In seguito viene chiamato da Monica Mosca, direttrice di Gente, a collaborare con lei nelle vesti di caporedattore centrale.

## Polemiche
Nel marzo 2007 fu al centro di una polemica mediatica, a causa delle foto che ritraevano Silvio Sircana, portavoce dell'allora Presidente del Consiglio Romano Prodi, a colloquio con una prostituta transessuale in una strada di Roma. Belleri aveva acquistato quelle foto nel novembre 2006, senza mai pubblicarle, e per questo fu messo sotto accusa per presunta "censura" da parte di esponenti del centrodestra. 
Nell'aprile del 2007 ha pubblicato su Oggi le foto di Silvio Berlusconi a Villa Certosa in compagnia di giovanissime ragazze sue ospiti . Il servizio fotografico, corredato dal titolo "L'harem di Berlusconi" fece molto scalpore, e Belleri fu accusato di ricettazione per l'acquisto di foto ottenute in maniera illegale, accusa da cui è stato prosciolto in via definitiva nel 2016 .